# Acacia oxyclada
Acacia oxyclada é uma espécie de leguminosa do gênero Acacia, pertencente à família Fabaceae.